# Schlickloch
Ein Schlickloch ist ein natürliches Phänomen, das im Watt, einem Küstenbereich zwischen Hoch- und Niedrigwasserlinie, auftreten kann. Es handelt sich dabei um eine Vertiefung im Wattboden, die mit besonders feinkörnigem Sediment, dem sogenannten Schlick, gefüllt ist.
Schlick besteht hauptsächlich aus feinsten Tonpartikeln und enthält sehr viel Wasser. Er ist ein nicht-newtonsches Fluid, was bedeutet, dass seine Viskosität (oder "Fließfähigkeit") sich ändert, je nachdem, wie viel Druck darauf ausgeübt wird. Er ist weicher und weniger stabil als Sand, was dazu führt, dass man in ihm leicht einsinken kann, ähnlich wie in Treibsand. Schlicklöcher können unterschiedlich groß sein und an verschiedenen Stellen im Watt auftreten.
Die Entstehung von Schlicklöchern kann durch verschiedene natürliche Prozesse bedingt sein, die das Sediment aufwirbeln und an anderer Stelle wieder ablagern. Aber auch menschliche Eingriffe, wie der Bau von Lahnungen, können zur Bildung von Schlicklöchern beitragen.
Schlicklöcher stellen eine potenzielle Gefahr für Wattwanderer dar, da man in ihnen schnell einsinken und sich ohne Hilfe oft nicht mehr selbst befreien kann. Wenn eine Person auf Schlick tritt, verdrängt das Gewicht des Körpers das Wasser zwischen den Sedimentpartikeln, was dazu führt, dass der Schlick komprimiert wird und der Körper relativ schnell einsinkt. Dieser Prozess wird als Konsolidation bezeichnet. Je mehr sich die Person bewegt, desto mehr Wasser wird verdrängt und desto tiefer sinkt sie ein. Dieser Prozess ähnelt dem bei Treibsand. Die Fähigkeit, aus einem Schlickloch herauszukommen, hängt von der Dichte des Schlicks und der auf den Körper wirkenden Schwerkraft ab. Da der menschliche Körper eine geringere Dichte als der Schlick hat, würde man theoretisch nicht vollständig einsinken. Allerdings kann das Herausziehen des Körpers aus dem Schlick schwierig sein, da der Schlick eine hohe Viskosität hat und einen starken Sog erzeugt, der als Scherfestigkeit bezeichnet wird. Dieser Sog kann so stark sein, dass er die auf den Körper wirkende Schwerkraft übersteigt, was das Herausziehen des Körpers aus dem Schlickloch erschwert. Insbesondere bei einsetzender Flut kann dies lebensgefährlich werden. Daher wird dringend empfohlen, Wattwanderungen nur in Begleitung eines erfahrenen Wattführers zu unternehmen, der die Gefahrenstellen kennt und bei Problemen helfen kann.